# Renice
Renice (niem. Rehnitz) – wieś w Polsce położona w województwie zachodniopomorskim, w powiecie myśliborskim, w gminie Myślibórz, nad Jeziorem Renickim.
W latach 1975–1998 miejscowość administracyjnie należała do województwa gorzowskiego.

## Komunikacja
Renice są bardzo ważnym skrzyżowaniem dróg w tej części województwa.
| Droga                  | Trasa |
| ---------------------- | --- |
| Droga ekspresowa S3E65 | Międzyzdroje «» Szczecin «» Pyrzyce «» Renice «» Gorzów Wielkopolski «» Zielona Góra «» Bolków «» Lubawka               |
| Droga krajowa 3E65     | Świnoujście «» Goleniów «» Szczecin «» Pyrzyce «» Renice «» Gorzów Wielkopolski «» Zielona Góra «» Legnica «» Jakuszyce |
| Droga krajowa 26       | Krajnik Dolny «» Chojna «» Rów «» Myślibórz «» Renice                                                                   |

Osada o bardzo starej metryce, na wschodnim brzegu jeziora niewielkie pozostałości wczesnośredniowiecznego grodziska.

## Zabytki
- kościół z czerwonej cegły z XVIII w. z neogotyckim szczytem i dobudowaną masywną, kamienno-murowaną XIX-wieczną wieżą z latarnią dostawiona z boku nawy, z zabytkowym wyposażeniem[3];
- neogotycki  trzyskrzydłowy pałac z XIX w. z niską, owalną wieżą, otoczony rozległym parkiem, w którym rosną m.in. tuje, dęby piramidalne, wiekowe buki i świerki[4].